# Francisco Nicolás Gómez Iglesias
Francisco Nicolás Gómez Iglesias (Móstoles, 18 de abril de 1994), apodado Pequeño Nicolás por la prensa española, es un estudiante de Economía español que se hizo célebre cuando fue detenido en octubre de 2014 acusado de falsedad documental, estafa en grado de tentativa y usurpación de funciones públicas y estado civil, además de ser imputado posteriormente por revelación de secretos, cohecho impropio, malversación de caudales públicos y tráfico de influencias. Algunas fuentes periodísticas señalaron que el joven se infiltró en las altas esferas del poder político y económico español, llegando incluso a afirmar que había trabajado como colaborador para el Centro Nacional de Inteligencia (CNI) y desfilado como invitado en el besamanos celebrado en el Palacio Real tras la proclamación de Felipe VI como rey.

## Biografía
Es nieto del capitán de la guardia civil Vicente Gómez Iglesias, que participó directamente en el 23-F y que trabajó para el CESID. Se crio en el barrio de Prosperidad, en Madrid y comenzó los estudios de Derecho (aún sin concluir) en el Colegio Universitario de Estudios Financieros (CUNEF), institución a la que pudo acceder falsificando su DNI para que Manuel Avello, hijo del embajador de España en Egipto Arturo Avello Díez del Corral, lo suplantara en la realización del examen de selectividad. Por este hecho fue procesado judicialmente el 1 de junio de 2017, junto a Manuel Avello, por los delitos de falsedad en documento oficial y falsedad de identidad.
Gómez Iglesias presuntamente llevaba una doble vida. Mientras estudiaba Derecho en CUNEF se hacía pasar por una personalidad con importantes contactos políticos y empresariales, circunstancia que utilizaba para aprovecharse de ciertas entidades y personas. Fue descrito por una amistad cercana como poseedor «de una mente privilegiada» y susceptible de ser calificado como «superdotado».
Ha afirmado haber colaborado con el CNI, con la Casa Real y con la Vicepresidencia del gobierno. Dijo ser un charlie (en la jerga del servicio secreto, un colaborador fuera de la nómina) del CNI. A raíz de estas declaraciones, y a instancias del mismo CNI, la abogacía del estado demandó el 3 de diciembre de 2014 a Francisco Nicolás por un presunto delito de injurias.  En una entrevista con el periódico El Mundo dijo que fue presidente del Club Joven del Partido Popular de Moncloa-Aravaca.
En 2019 fundó un partido político, Influencia Joven, con el que intentó, sin éxito, presentarse a las elecciones europeas. El 19 de noviembre de 2019, fue detenido por intentar apuñalar a un camarero.

## Presuntos delitos
Presuntamente, estafó a decenas de personas, a las que prometía suculentos negocios gracias a sus supuestos contactos en los escalafones más altos de la Administración y el Gobierno español, e incluso del CNI. Alquilaba vehículos de alta gama para reforzar sus historias inventadas y en uno de ellos se le encontró hasta un luminoso azul similar al empleado por las unidades secretas de las Fuerzas de Seguridad para identificarse en caso de emergencia y así saltarse semáforos en rojo y evitar atascos. Llegaba, además, al punto de contratar guardaespaldas personales para dar mayor credibilidad a sus identidades.[cita requerida] Las reuniones las realizaba en una casa propiedad de Cirilo de Preslav, hijo del ex zar Simeón de Bulgaria.[cita requerida]

### Caso Nicolay
Las investigaciones derivadas de su detención pusieron de manifiesto la existencia de redes delictivas entre operadores de blanqueo de capitales en España y el entorno del Comisario Villarejo, así como las dificultades de la Unidad de Asuntos Internos para investigar.

### Estafa
Ha sido acusado de contactar a OHLA y Acciona, presentándose con la falsa identidad de asesor del Gobierno, para exigirles pagos de comisiones para permitir el desbloqueo de negocios e inversiones. También se ha informado que se puso en contacto con el abogado de la familia de Jordi Pujol en el caso de fraude fiscal, haciéndose pasar por un enviado del CNI exigiéndole dinero al letrado a cambio de gestiones para mejorar la situación judicial del expresidente de la Generalidad de Cataluña.

### La falsa visita del Rey Juan Carlos a Ribadeo
El 14 de agosto de 2014 se esperaba la visita del rey emérito al pueblo lucense de Ribadeo debido a un rumor que había hecho correr Francisco Nicolás Gómez Iglesias. Se llevó a cabo un protocolo de seguridad e incluso el alcalde de Ribadeo esperaba recibir al monarca, mientras que lo que se encontraron fue con el propio Francisco Nicolás, quien llegó acompañado por cuatro coches y ocho escoltas, con las sirenas, además de la policía local escoltándolo. El jefe de la policía fue expedientado por el cuerpo.

## Detención y condenas penales
El martes 14 de octubre de 2014 fue detenido en el centro de Madrid por presunto delito de falsedad, estafa y usurpación de identidad. Según su versión la detención se produjo por seis miembros de la Unidad de Asuntos Internos del Cuerpo Nacional de Policía. Durante las 72 horas que duró su detención —el máximo previsto por la ley— aseguró haber recibido torturas psicológicas en comisaría.

### Proceso judicial
El 18 de octubre, la jueza responsable del caso  acordó su libertad provisional sin fianza. Ella misma declaró que no se explicaba cómo «con su mera palabrería, aparentemente con su propia identidad, Francisco Nicolás pueda acceder a las conferencias, lugares y actos a los que accedió sin alertar desde el inicio de su conducta a nadie» por mucho que hubiera manifestado pertenecer a la organización juvenil de un grupo político. En el marco de proceso judicial, el informe del médico forense concluyó que Gómez Iglesias posee «una florida ideación delirante de tipo megalomaníaco».

### Sentencias y condenas judiciales
El 9 de junio de 2021 fue condenado por la Audiencia Provincial de Madrid a su primera condena, un año y nueve meses de prisión y 2700 euros de multa, por la falsificación de su DNI para que un amigo hiciera por él las pruebas de selectividad.Después de un proceso largo y minucioso el Tribunal Supremo ha confirmado dicha condena.
Respecto al episodio de Ribadeo ocurrido en 2014, la Audiencia Provincial de Madrid le impuso en julio de 2021 una pena de prisión de tres años por un delito de usurpación de funciones públicas y otro de cohecho activo, con la aplicación de atenuantes por «anomalía psíquica y dilaciones indebidas».
El 12 de diciembre de 2022 la Audiencia Provincial de Madrid le impuso su tercera condena, en esta ocasión por delitos de usurpación de funciones públicas y falsedad en documento oficial, al simular ser un enviado del Gobierno para la intermediación en la venta de una finca. La pena impuesta por estos delitos ascendió a tres años y cinco meses de prisión.
Una cuarta sentencia se conoció a finales de marzo de 2023. Como informaron diferentes medios de comunicación,Francisco Nicolás fue sentenciado a cuatro años y tres meses de prisión por urdir una trama para conseguir información confidencial sacada de bases de datos policiales; todo lo cual quedó probado durante el juicio. 

## Apariciones públicas y en los medios
En las fiestas de la Comunidad de Madrid del 2 de mayo de 2008,  durante un acto del PP al cual estaban invitados Esperanza Aguirre y Mariano Rajoy, Gómez Iglesias cerró el paso a la periodista Estíbaliz Gabilondo del programa CQC de La Sexta. En 2011 apareció acompañando a Rajoy cuando fue a votar en las elecciones generales de noviembre de dicho año. También ha estado presente en eventos públicos con Jaime Mayor Oreja, Arturo Fernández Álvarez, José María Aznar y Jaime García-Legaz en FAES.
 El 19 de diciembre de 2024 reapareció como invitado en el podcast "The Wild Project" del famoso youtuber Jordi Wild, en el cual cuenta su versión de los hechos por los cuáles fue imputado y narra su vida.

### Proclamación
En 2014 estuvo invitado a la proclamación del rey Felipe VI.

### Candidato al Senado
En septiembre de 2015 anunció que sería candidato al Senado en las elecciones generales del mismo año, pero finalmente no se presentó.

### Participación enGran Hermano VIP
En enero de 2016 participó en el programa de telerrealidad de Telecinco Gran Hermano VIP, por el que recibió 228.571 euros brutos.